# Las Pilas del Sicil
Las Pilas del Sicil är en ort i Mexiko.   Den ligger i kommunen Bejucal de Ocampo och delstaten Chiapas, i den sydöstra delen av landet, 900 km sydost om huvudstaden Mexico City. Las Pilas del Sicil ligger 2 211 meter över havet och antalet invånare är 212.
Terrängen runt Las Pilas del Sicil är bergig åt sydost, men åt nordväst är den kuperad. Runt Las Pilas del Sicil är det ganska tätbefolkat, med 96 invånare per kvadratkilometer. Närmaste större samhälle är Motozintla de Mendoza, 18,0 km sydväst om Las Pilas del Sicil. I omgivningarna runt Las Pilas del Sicil växer huvudsakligen savannskog.